# Ammenäs
Ammenäs is een plaats in de gemeente Uddevalla in het landschap Bohuslän en de provincie Västra Götalands län in Zweden. De plaats heeft 494 inwoners (2005) en een oppervlakte van 151 hectare.